# Крымская кавалерийская школа имени ЦИК Крымской АССР
63-е Симферопольские командные курсы РКК, Симферопольские пехотные курсы, 6-е Симферопольские кавалерийские курсы, 8-е Симферопольские командные курсы, Крымские кавалерийские курсы имени Крымского ЦИК, Крымская кавалерийская школа имени ЦИК Крымской АССР — среднее пехотное (до июня 1923 года) и кавалерийское военно-учебное заведение РККА в период после Гражданской войны в 1921—1926 годах, расположенное в городе Симферополь.

## История

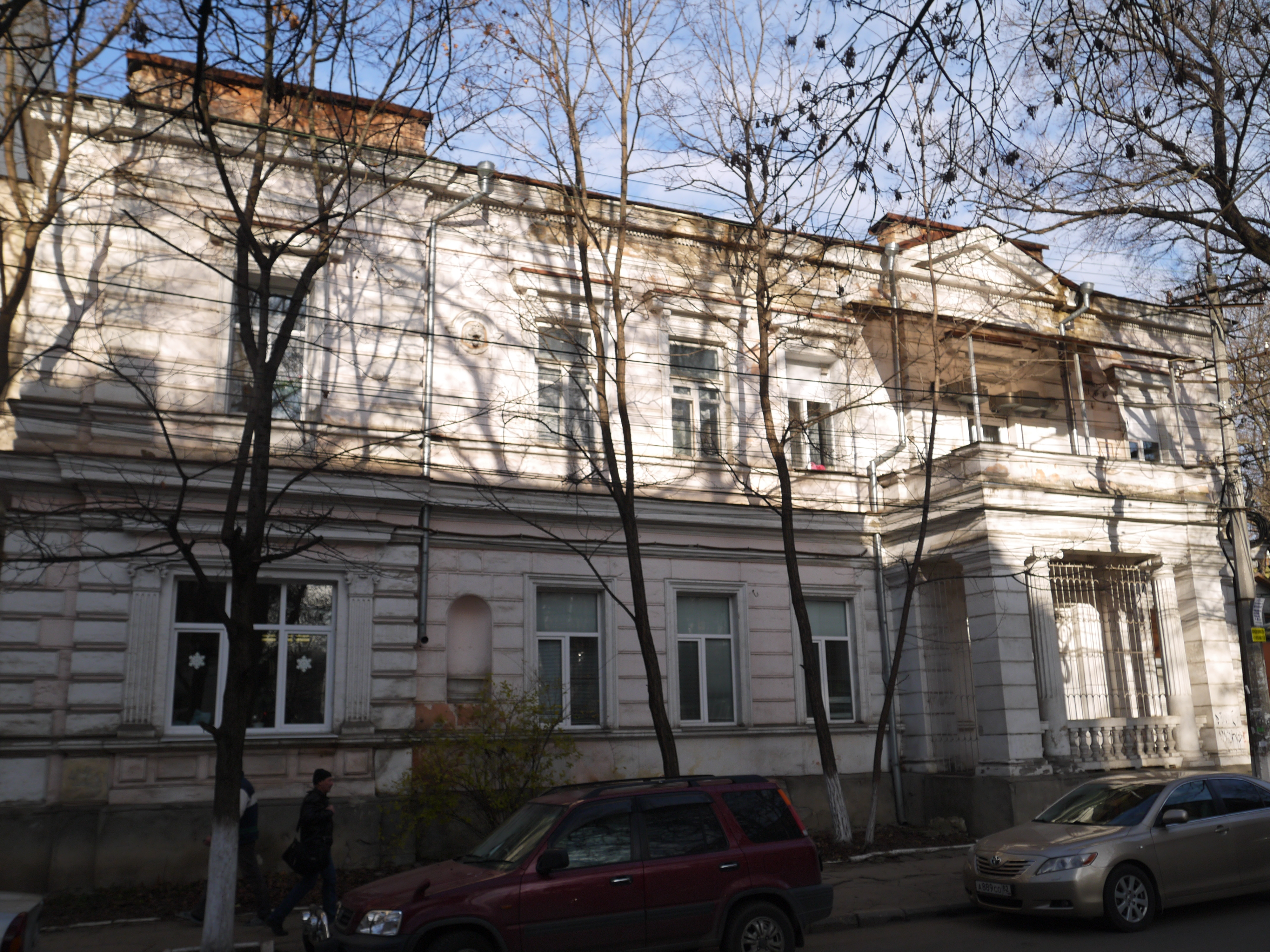
Улица Жуковского, 23 в Симферополе, первое здание где размещались курсы.

### Формирование, размещение и наименования
Образованы по приказу Реввоенсовета РСФСР № 2900 от 31 декабря 1920 года. Учебное заведение имело наименования: 63-е Симферопольские командные курсы РКК, Симферопольские пехотные курсы, Симферопольские пехотные курсы краскомов, 6-е Симферопольские кавалерийские курсы, 8-е Симферопольские командные курсы (до июня 1923 года), 6-е, 1-е Крымские кавалерийские курсы, Крымские кавалерийские курсы имени Крымского ЦИК. Последнее из них «Крымская кавалерийская школа имени ЦИК Крымской АССР» (до последнего выпуска 1926 года).

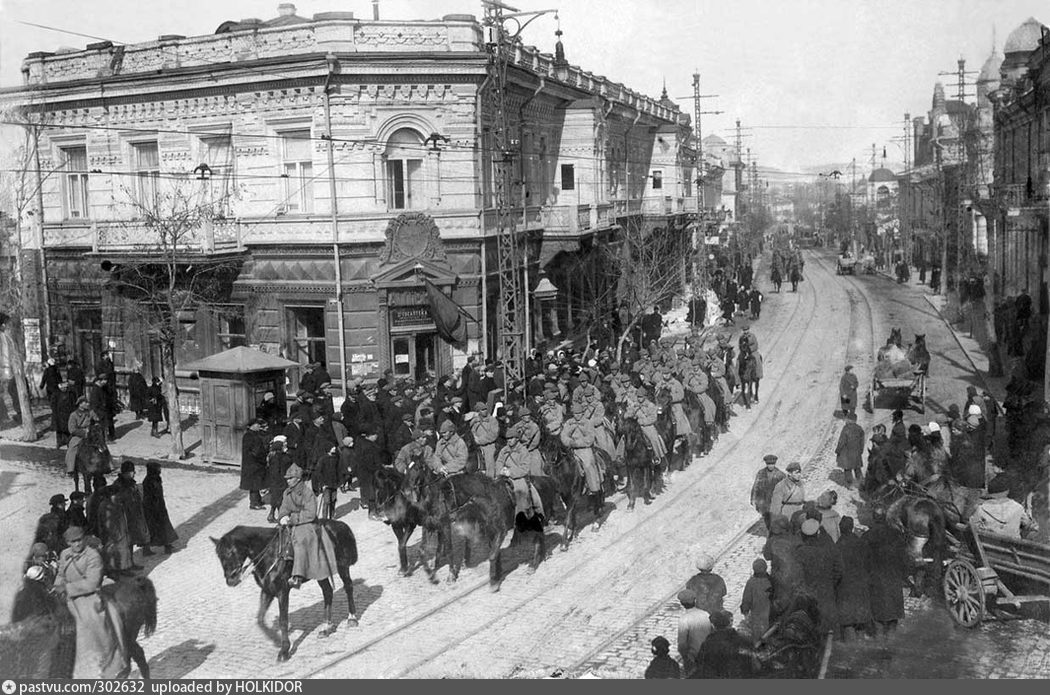
Кавалерийские части РККА проходят по ул. Салгирной, Симферополь, 1920-е. Слева современная ул. К. Маркса, справа заметна башенка дома Чирахова

Обучение было призвано кроме приобретения военных знаний дать общую грамотность, культуру и способность работать с подчинёнными. Специфической особенностью кавалерийской школы в Крымской АССР был многонациональный состав курсантов, в том числе существовал крымскотатарский эскадрон. Преподавание велось на русском языке. Обучение в разные периоды велось от года и до двух лет.
В 1921 году школа располагалась на ул. Жуковского, 23, в национализированном доме, последним владельцем которого была Кончаловская Магдалина Осиповна. Первоначально особняк принадлежал гласному Симферопольской городской Думы Антону Михайловичу Вателю. Недостаток учебных помещений и их удалённость от казармы, конюшни и конного состава повлекли переезд на Эскадронный переулок (ныне пер. Маяковского, 2). Это двухэтажный особняк с дворовыми постройками, ранее принадлежал мастеру-краснодеревщику Чернитенко. C 1873 года соседнюю через дорогу территорию занимал Крымский Конный Её Величества Государыни Императрицы Александры Фёдоровны полк. В настоящее времени эта территория, исторически известная как «7-й армейский городок» используется Министерством обороны РФ как в/ч 87714.

В ноябре 1921 года курсанты привлекались для разгрома 1,5-тысячной группировки петлюровцев под общим командованием Ю. О. Тютюнника, которая выступила в рейд с территории Польши и Румынии на территорию Советской Украины и была разгромлена частями РККА.

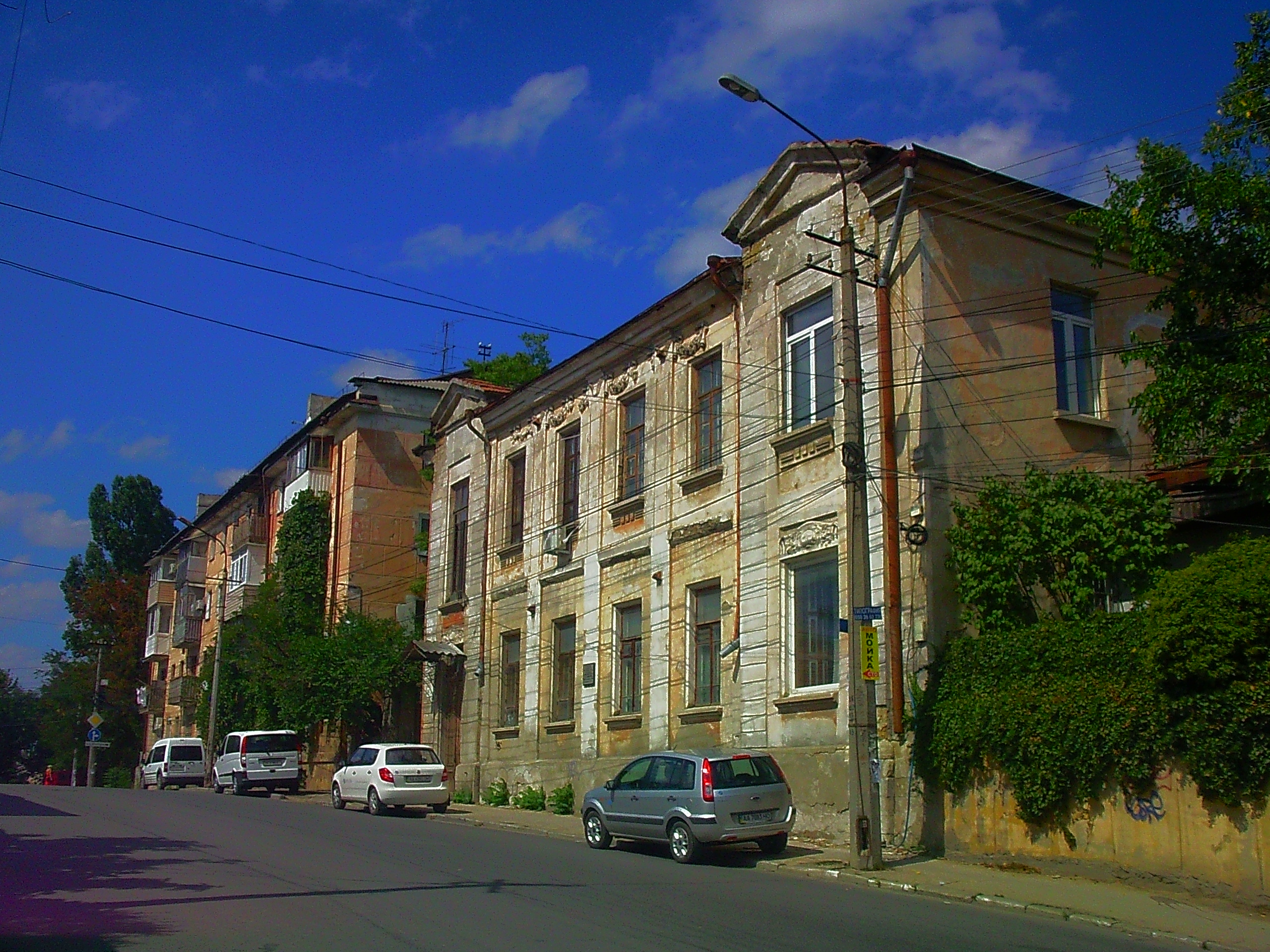
Дом командно-преподавательского состава школы, улица Гоголя, 45, с мемориальной доской поэта С. П. Щипачёва

Документы о смене специализации с пехотной на кавалерийскую пока не обнаружены, но известно, что это происходило прямо в ходе учебного процесса путём перевода курсантов. В июле 1923 года в Сумы прибыли 8-е Симферопольские командные пехотные курсы, слившиеся с 9-ми пехотными курсами с присвоением наименования 9-е Сумские им. Щорса командные курсы. В ходе функционирования кавалерийских курсов также происходили массовые переводы курсантов, например из 11-х Киевских кавалерийских курсов (Белая церковь). Нумерация менялась с 6-й на 1-ю и далее имени ЦИК Крымской АССР.

### Командный и преподавательский состав
Первым начальником школы предположительно был А. А. Цвиленев, генерал-майор РИА, до революции начальник Тверского кавалерийского юнкерского училища. Начальником строевой части был М. П. Сафир, поручик РИА, впоследствии генерал-майор танковых войск, перешедший из расформированных 64-х Феодосийских пехотных командных курсов. 
В 1922 году командиром одного из эскадронов был Н. С. Осликовский, впоследствии генерал-лейтенант, Герой Советского Союза, командовал взводом в 1922 году И. И. Фадеев, перешедший из 65-х Евпаторийских командных курсов. 1925 — 1926 — помощником начальника школы по учебно-строевой части был Зубок, Александр Ефимович.
Из преподавательского состава известно несколько фамилий. С. П. Щипачёв — учитель обществоведения, переведённый из Севастополя в Симферополь. Преподавая в школе, одновременно учился в Симферопольском педагогическом институте им. Фрунзе. В Симферополе состоялось и его становление как поэта, чему способствовало общение с М. А. Волошиным, работавшим непродолжительное время преподавателем школы (читал лекции, вёл культурно-просветительскую работу). Русский язык преподавал в 1921—1924 годах доцент Крымского университета Константин Иванович Тодорский, его называли «главный руководитель русского языка». Для проживания командно-преподавательского состава отвели двухэтажный дом на улице Гоголя, 45.

### Расформирование

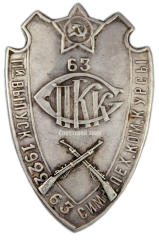
Знак «За окончание Симферопольских пехотных командных курсов», 1922 год

С 1923 года положение СССР на мировой арене укрепилось, в РККА началось сокращение и реформирование, которое коснулось и учебных заведений которые сокращались в пользу увеличения сроков и качества обучения. В справке организационно-учётного отдела УВУЗ РККА «О состоянии военно-учебных заведений Красной Армии после их реорганизации в 1924—1925 г.г.» и в докладе начальника ГУ РККА В. Н. Левичева в РВС СССР «О национальных формированиях», отмечалось скверное материальное состояние отдельных из них. После анализа вопроса 8 мая 1926 года было принято сов. секретное постановление, касающееся отдельных военных школ. Один из его пунктов гласил: «…от эскадрона крымских татар в Крымской кавалерийской школе, за неимением объекта пополнения, отказаться. В связи с избытком ком. состава кавалерии вообще Крымскую кавалерийскую школу расформировать».
В бывшем главном здании Крымской кавалерийской школы на Эскадронном переулке в 1930-е годы разместилась Школа среднего-начсостава Рабоче-крестьянской милиции Крымской АССР.
В декабре 1939 года для подготовки командиров взводов стрелковых подразделений Красной Армии приказом Наркома Обороны СССР было сформировано Симферопольское пехотное военное училище РККА. 5 марта 1941 года оно приказом № 0571 Наркома обороны преобразуется в Симферопольское интендантское военное училище РККА. Находилось оно на территории военного городка Крымского конного полка РИА, где с 1920-х годах дислоцировалась 1-я кавалерийская школа имени ЦИК Крымской АССР, ныне улица Калинина, 6, территория 8-го отдельного артиллерийского полка ЧФ (в/ч 87714).

## Известные выпускники
Многие выпускники школы заняли со временем высокие командные посты в РККА:
- П. К. Кошевой, маршал Советского Союза (1968), обучался в школе в 1922—1923 годах, дважды Герой Советского Союза (1944, 1945), участник Гражданской войны. После войны он командовал армией, войсками ряда округов. В 1965—1969 годах — Главнокомандующий Группой Советских войск в Германии.
- И. Ф. Рядненко (Октябрьский) — участник Гражданской войны, полковой комиссар 134-го гаубичного артполка, погиб 9 августа 1941 года на юге Одесской области. Его жена, Мария Васильевна, после гибели мужа внесла деньги на постройку танка, на котором отправилась на фронт. Указом Президиума Верховного Совета СССР от 2 августа 1944 года Марии Васильевне Октябрьской посмертно присвоено звание Героя Советского Союза.
- Н. П. Якунин, генерал-майор, обучался в школе в 1924—1925 годах, в Красной Армии с января 1918 года, погиб 30 сентября 1944 в бою на 2-м Прибалтийском фронте в районе города Мадонна.
- М. Н. Завадовский, генерал-лейтенант, обучался в школе в 1925—1926 годах, Герой Советского Союза, участник Великой Отечественной войны.
- С. Я. Яковленко, полковник, командир 143-й стрелковой дивизии, погиб в бою при освобождении Витебской области в феврале 1944 года.
- И. М. Антюфеев, генерал-майор, обучался в школе в 1920—1921 годах, участник боёв на Халхин-Голе, участник Великой Отечественной войны, командир 327-й стрелковой дивизии.
- М. А. Песочин, генерал-майор, обучался в школе в 1920—1921 годах, командир 225-й стрелковой Новгородской дивизии, во время боёв за Шедгау получил тяжёлое ранение и умер 3 мая 1945 года.
- Т. М. Парафило, обучался в школе предположительно в 1920—1922 годах, генерал-майор береговой службы, участник Великой Отечественной войны, командир 7-й гвардейской воздушно-десантной дивизии, во время Демяновской наступательной операции был тяжело ранен и 24 июня 1943 года умер после операции.
- А. А. Гречко, маршал Советского Союза, министр обороны СССР, дважды Герой Советского Союза.
- Куртсеит Мустафаев, обучался в школе в 1921—1922 годах, подполковник, командир 10-го гвардейского стрелкового полка[8].
- А. Я. Хвостов, генерал-майор, обучался в школе в 1925—1926 годах, участник Великой Отечественной войны, командовал дивизиями[9]
- С. И. Сурин, генерал-майор, обучался в школе в 1923—1926 годах, участник Великой Отечественной войны, занимался войсковой разведкой и разведывательной подготовкой войск в ГРУ[10]
- М. Я. Головчанский, полковник, обучался в школе в 1921—1922 годах, участник Великой Отечественной войны, командующий бронетанковыми войсками 2-й гвардейской армии.
- И. М. Середа, капитан, обучался в школе в 1922—1923 годах, комендант 1-го участка 94-го Сколенского пограничного отряда, погиб в 1941 году[11].
- Т. С. Кулаков, генерал-майор, обучался в школе в 1922—1923 годах, командир 339-й стрелковой дивизией, погиб 1943 году[11].
- А. Т. Стученко, генерал армии, обучался в школе в 1922—1923 годах, командующий войсками Закавказского военного округа
- В. П. Шульга, генерал-майор, обучался в школе в 1923 году, командир 29-го гвардейского стрелкового корпуса